# Volkodav
Volkodav (en rus: Волкодав) és un poble (un khútor) de l'óblast de Vorónej, a Rússia, segons el cens del 2010 tenia un habitant.